# Dimitrij Vasiljevič Ljalin
Dimitrij Vasiljevič Ljalin (rusko Дми́трий Васи́льевич Ля́лин), ruski general, * 1772, † 1847.
Bil je eden izmed pomembnejših generalov, ki so se borili med Napoleonovo invazijo na Rusijo; posledično je bil njegov portret dodan v Vojaško galerijo Zimskega dvorca.

## Življenje
Leta 1786 je kot desetnik vstopil v 1. pomorski bataljon, ki je bil nastanjen v Kronstadtu; istega leta je bil premeščen v pomorsko vojaško šolo. 
Leta 1788 je bil povišan v podporočnika in leta 1792 v stotnika. Po koncu rusko-švedske vojne avgusta 1790 se je vrnil na kopno. V letu in pol je postal major ter poveljnik kronštadtskega pomorskega bataljona. 
Januarja 1797 je bil premeščen v Astrahanski grenadirski polk, nato pa je bil naslednje leto premeščen v Novoučreždenski mušketirski polk. Leta 1799 je postal poveljnik novoustanovljenega polka, ki je bil poimenovan po treh šefih. Istega leta je bil povišan v podpolkovnika in naslednje leto še v polkovnika. Udeležil se je nove vojne s Švedi, ki se je pričela leta 1808. 
Po koncu vojne je bil imenovan za poveljnika Odeškega mušketirskega polka, ki je bil v sestavi moldavske vojske; naslednje leto je postal poveljnik Teglinskega mušketirskega polka, ki je bil nastanjen v Litvi. S polkom se je udeležil patriotske vojne leta 1812, za kar je bil povišan v generalmajorja. 
Leta 1814 je postal poveljnik 1. brigade 14. pehotne divizije, s katerim se je udeležil zadnje vojne proti Napoleonu. 
Upokojil se je leta 1816.